# Капаначе (Рим)
Капаначе је насеље у Италији у округу Рим, региону Лацио.
Према процени из 2011. у насељу је живело 229 становника. Насеље се налази на надморској висини од 254 м.